# Vereinigte Ölfabriken Hubbe und Farenholtz

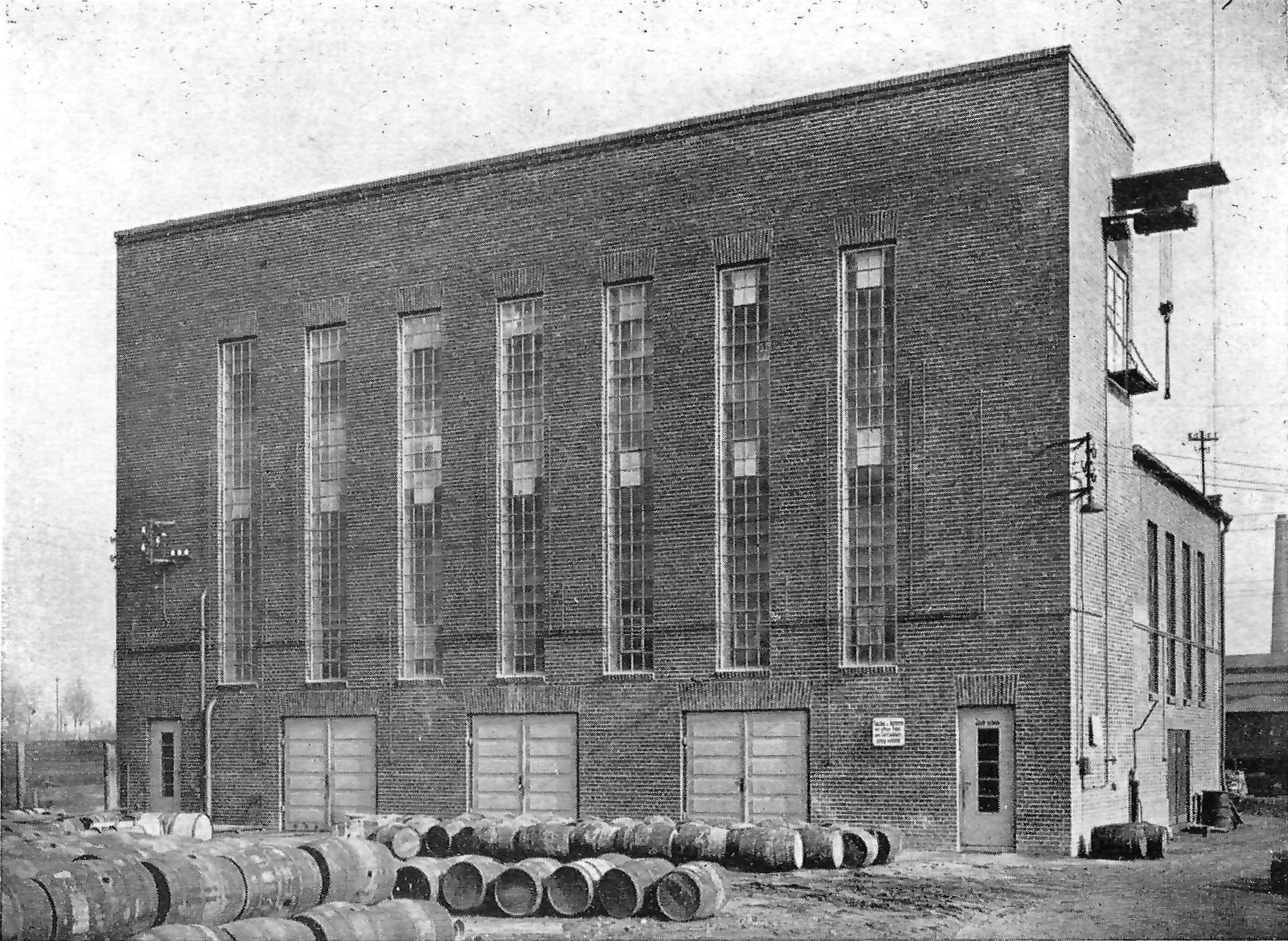
Extraktionsgebäude (vor 1928)

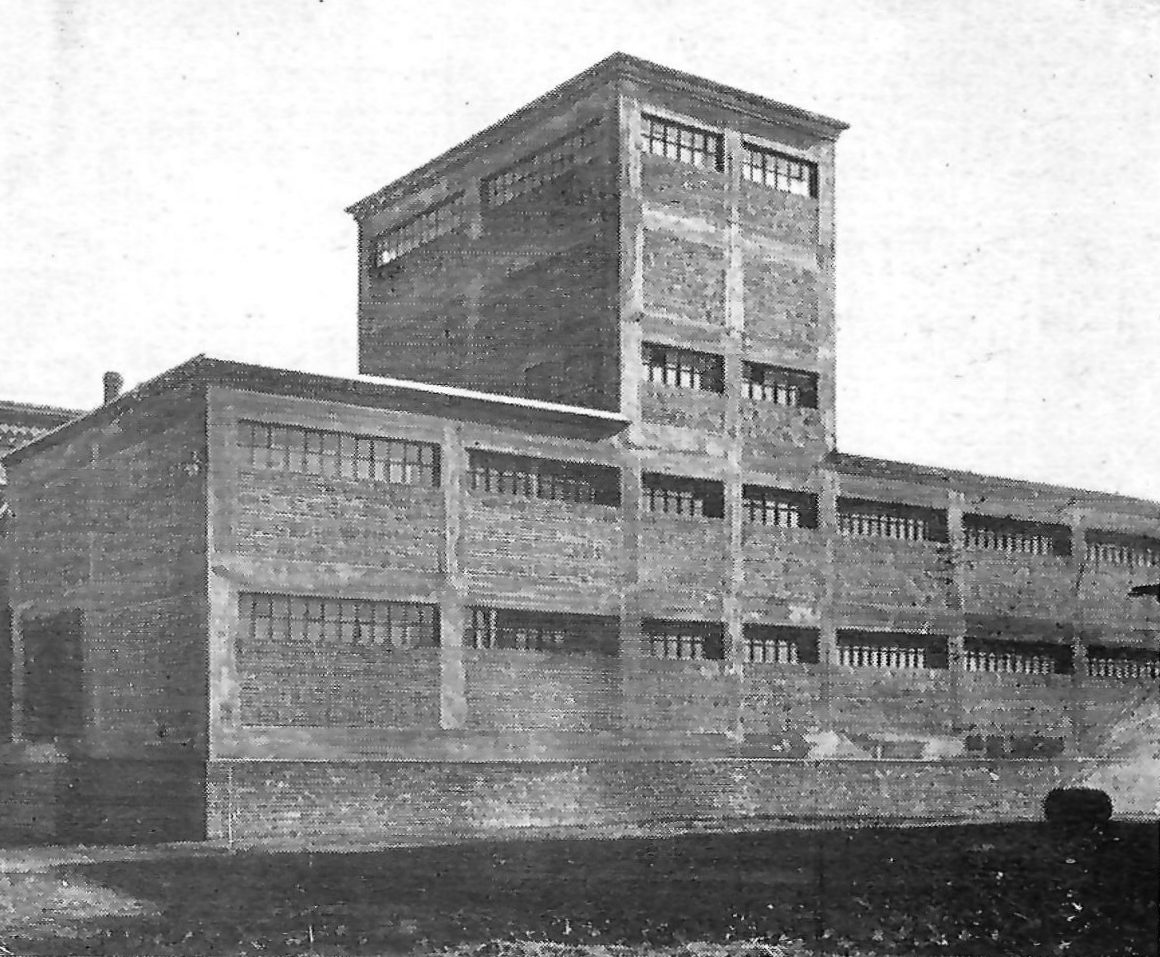
Kuchenmühle im Werk Magdeburg-Friedrichstadt (vor 1928)

Die Vereinigten Ölfabriken Hubbe und Farenholtz waren ein bedeutendes Industrieunternehmen in Magdeburg. Teile der ehemaligen Fabrikbauten stehen unter Denkmalschutz.

## Hubbe
Die Anfänge des Unternehmens gehen auf die Firma Walstab & Comp. zurück. Diese war wohl 1789 zunächst unter dem Namen C.W. Blumenthal entstanden und trug nach dem Eintritt von Carl Wilhelm Walstab am 1. September 1790 den Namen Blumenthal & Walstab. 1832 trat Gustav Hubbe, Sohn eines Bauern aus Althaldensleben, der im Nebenerwerb auch als Ölmüller tätig war, als Angestellter in das Unternehmen ein. 1839 wurde Hubbe Teilhaber des im Kolonialwarenhandel tätigen Unternehmens. Bereits 1840 übernahm er vom erblindeten bisherigen Inhaber Rudolph Schroeder die alleinige Führung des Unternehmens, das er im gleichen Jahr in Gustav Hubbe umfirmierte.
Der Geschäftssitz befand sich im Haus Zum freundlichen Gesicht (Große Münzstraße 13) in Magdeburg. Hubbe veränderte das Sortiment. Der Kolonialwarenhandel wurde aufgegeben. Stattdessen vertrieb Hubbe Pottasche, Archangel-Pech, Steinkohlenteer, Alaun, ostindische Häute, Fettwaren, Palmöl, Kokosöl und Harz. Ab 1862 wurde auch Palmkernöl an Seifenfabriken vertrieben. 1870 beteiligte sich das Unternehmen an der Ölherstellung des Unternehmens Heins & Asbeck in Harburg. Im Jahr 1871, nach dem Tod Gustav Hubbes, übernahmen seine Söhne Fritz Hubbe und Otto Hubbe das Unternehmen.
Es begann der Übergang des Unternehmens vom reinen Handels- zum Produktionsbetrieb. Sie trennten sich vom Unternehmen Heins & Asbeck und erbauten 1874 eine Ölfabrik auf dem Großen Werder, die 1875 in Betrieb ging. Produziert wurde Palmkern-, Kokos- und Sesamöl. In dieser Zeit erwarb man den Dammhof an der Berliner Chaussee, wohin später der Unternehmenssitz verlagert wurde. Hier entstand zunächst eine Firnisbrennerei.
Nach dem Tod seines Bruders 1878 führte Otto Hubbe das Unternehmen ab 1881 als alleiniger Inhaber weiter. Er baute die Kapazitäten kontinuierlich aus. Im Jahr 1890 brannte die Ölfabrik auf dem Großen Werder jedoch nieder. 1891 wurde ein moderner Neubau auf dem Werksgrundstück Berliner Chaussee 66 errichtet.
Die Produktion wurde auf Öle für die Speisefettherstellung ausgeweitet. Neben Palmkernen wurde auch Kopra verarbeitet. Weitere technische Neuerung war der Einsatz von Seiherpressen statt der bisherigen Kastenpressen. Das Unternehmen leistete sich auch den Ausbau einer eigenen Versuchsabteilung und forschte im Bereich der Fettspaltung. 1900 beschäftigte Hubbe bereits 200 Arbeiter. 1914 betrug der Jahresumsatz 22 Millionen Mark. Es wurde eine neue Pflanzenölraffinerie gebaut.
Der Beginn des Ersten Weltkriegs stellte auch für das Unternehmen Hubbe einen schweren Einschnitt dar. Die Rohstoffe für die Verarbeitung stammten ursprünglich zu 97 % aus dem Ausland. Der Kriegsbeginn führte daher zunächst zu einer fast vollständigen Einstellung der Produktion. Die neuerrichtete Raffinerie ging erst 1919 in Betrieb.

## Farenholtz
Die Gründung des Unternehmens Farenholtz erfolgte bereits 1763 durch Johann Christian Farenholtz in Goslar. Zunächst war es im Kolonialwarenhandel tätig. Ab 1768 begann der Handel mit Ölen und Ölkuchen. Noch im gleichen Jahr erwarb Farenholtz zwei Ölmühlen im Gosetal.
Sein Nachfolger wurde Johann Wilhelm Farenholtz, der eine dritte Ölmühle erwarb. Die Produktion beschränkte sich auf Öle aus einheimischen Rohstoffen, vor allem Raps, Mohn, Leinsaat und Bucheckern.
1837 übernahm der Sohn Gustav Wilhelm Farenholtz (1809–1885) das Unternehmen. Er stellte die Produktion schrittweise auf ausländische Rohstoffe wie Sesam, Erdnüsse und ostindischen Mohn um.

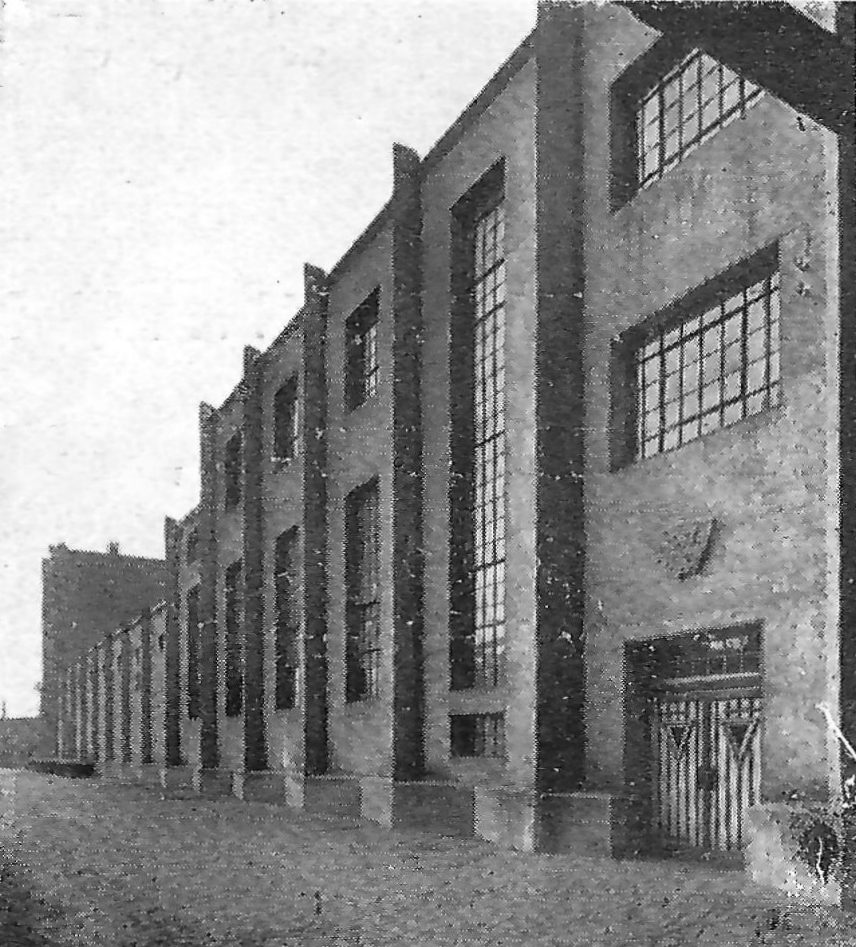
Farenholtz-Werk Sudenburg in den 1920er Jahren

Im Jahr 1881 übernahmen Hermann Farenholtz und Botho Farenholtz (1852–1915) das Unternehmen und verlegten 1889 den Standort nach Magdeburg-Sudenburg. Hintergrund für die Verlegung war der Bedeutungsverlust der Wasserkraft gegenüber der Dampfkraft und dem an der Elbe deutlich verkehrsgünstiger gelegenen Magdeburg. Produziert wurden Speiseöle.
Wie auch das Unternehmen Hubbe geriet Farenholtz im Ersten Weltkrieg aufgrund der Abhängigkeit von ausländischen Rohstoffen in erhebliche Schwierigkeiten. Notdürftig wurde die Produktion auf einheimische Ersatzstoffe umgestellt.

## Fusion
Die beiden durch die Auswirkungen des Kriegs angeschlagenen Unternehmen Hubbe und Farenholtz fusionierten 1922 zur Gustav Hubbe – G. W. Farenholtz GmbH, die später in Vereinigte Ölfabriken Hubbe und Farenholtz umfirmiert wurde. Die Leitung des Unternehmens hatten Gustav Hubbe und Wilhelm Adolf Farenholtz inne.
Es erfolgten Neubauten, so wurde am Standort Sudenburg eine Margarinefabrik errichtet. Man verfügte über ein Betriebsgelände von 275.000 m² und eigene Speicher- und Kaianlagen an der Elbe.
Verstärkt wurde auch auf die Verarbeitung des einheimischen Raps gesetzt. Das Unternehmen verfügte über eine der modernsten Anlagen und wurde zu einem der wichtigsten Ölhersteller in Deutschland.
Ein Unternehmen für den Handel mit technischen Ölen wurde 1923 als Hubbe Handelsgesellschaft mbH ausgegliedert. Sitz dieser Gesellschaft war das traditionelle Stammhaus an der Großen Münzstraße in Magdeburg. Niederlassungen bestanden in Hamburg und Wien.
Im Jahr 1927 rückten Gustav Hubbe jun. und Herbert Hubbe in die Führung des Unternehmens auf. Es erfolgten weitere umfangreiche Investitionen (Öldestillationsanlage, Spaltanlage zur Erzeugung von Glycerin, neue Kesselanlage, neues Laboratorium). 1936/1937 erbaute der Architekt Heinrich Tessenow ein neues Bürogebäude an der Berliner Chaussee, wohin die Verwaltung verlegt wurde.

## VEB Öl- und Fettwerke Magdeburg

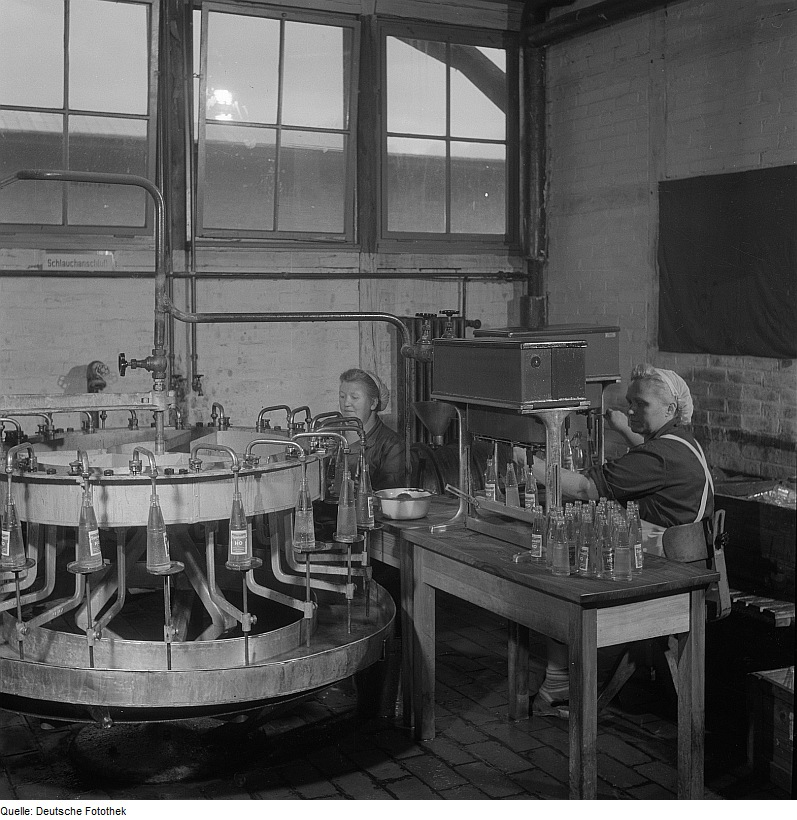
Ölabfüllung in den 50er Jahren

Nach dem Zweiten Weltkrieg wurde das Unternehmen noch in der Zeit der sowjetischen Besatzung 1948 enteignet. Es war nun volkseigen und führte den Namen VEB Öl- und Fettwerke Magdeburg. Ab 1952 wurde als zusätzliche Bezeichnung der Name des antifaschistischen Widerstandskämpfers Hans Schellheimer geführt, der im Unternehmen als Dreher beschäftigt und kurz vor Kriegsende hingerichtet worden war.
1958 hatte das Unternehmen ca. 1.200 Mitarbeiter. Sitz war die Berliner Chaussee Nr. 66. Es wurden Ölsaaten verarbeitet, eine Raffinerie betrieben, Margarine und später auch Speiseeis produziert. 1984 wurde der Betrieb Stammbetrieb des Kombinats Öl und Margarine.
1992 wurde das Unternehmen liquidiert.

## Nachnutzung
Das Gelände wurde 1997 von der städtischen Gesellschaft für Wirtschaftsförderung (GWM) erworben und bis 2001 zu einem Gewerbezentrum umgebaut. Die meisten der ehemaligen Gebäude sind zwischenzeitlich abgerissen. Einige Bauten in Backsteinarchitektur blieben jedoch bestehen. An die Tradition des Unternehmens erinnert die Benennung einer auf dem Gelände befindlichen Straße als An der Ölmühle.
Seit 2004 befindet sich in dem vollständig restaurierten Gebäude an der Berliner Chaussee die Rehabilitationfachklinik „Alte Ölmühle“ der medinet Aktiengesellschaft. Das 1939 errichtete Lager der Ölmühle Hubbe & Farenholtz steht als Einzeldenkmal unter Denkmalschutz.

## ÖHMI AG
Ein Teilbereich des Unternehmens wurde im Jahre 1992 im Wege eines Management-Buy-Out privatisiert. Die heutige ÖHMI AG ist eine Unternehmensgruppe industrienaher Dienstleistungs- und Technologieunternehmen im Bereich Testen, Prüfen, Zertifizieren, Verifizieren (TIC); sie hält u. a. Beteiligungen an Prüflaboratorien, Zertifizierungsstellen, Beratungsunternehmen sowie Forschungseinrichtungen. Die Kernkompetenzen dieser Unternehmen liegen in den Bereichen Lebensmittel, Trinkwasser, Umwelt, nachwachsende Rohstoffe sowie Immobilienservice.